# Угроза (фильм, 2006)
«Угро́за» (англ. Threat) — фильм, созданный в 2006 году Мэттом Пиццоло.

## Сюжет
Белый стрейтэджер Джим (Карлос Пуга), и чёрный любитель хип-хопа Фред (Кит Миддлтон), стали друзьями, живущими на восточной окраине Нью-Йорка — оба с надеждой, что своим новообретённым братством принесут солидарность их разрозненным общинам. Вместо этого их союз вызывает насильственные расовые беспорядки, которые распространяются на улицах города с трагическими последствиями.

## В ролях
| Актёр            | Роль  |
| ---------------- | ----- |
| Карлос Пуга      | Джим  |
| Кит Миддлтон     | Фред  |
| Ребекка Такамицу | Мекки |
| Кэти Ниса        | Кэт   |
| Нил Рубинштайн   | Руби  |
| Дэвид Фишер      | Марко |

## Создание
Фильм был снят «Кингс Моб Продакшн» — командой в то время молодых кинематографистов. Режиссёру Мэтту Пиццоло был 21 год, когда он писал сценарий, и 22 года в начале съёмки. Пиццоло встретил своего будущего партнёра по кинобизнесу Кати Ниса в Школе искусств Нью-Йоркского университета.
Кингс Моб Продакшн снял фильм в стиле DIY («Сделай сам»), который резко контрастирует с другими, более полированными независимыми фильмами середины 90-х. Стиль DIY меньше сосредоточен на эстетике и больше на реалистичности. В отличие от большинства фильмов — эпохи «Сделай сам» для подражания, фильм «Угроза» был заснят на 16 мм плёнку.
Первоначально фильм был выпущен в качестве подпольных видеокассет и рапространялся по США и Европе в нетрадиционных местах, таких как музыкальные магазины, хип-хоп клубов, скейтпарк и музыкальные фестивали. Одни из наиболее заметных нетрадиционных показов состоялись в ходе кинофестиваля «Сандэнс» в обувном магазине Doc Martens. После фестиваля в долине Коачелла, корпорация HIQI Media подписала контракт на показы фильма в кинотеатрах. Вскоре после этого, Пиццоло стал одним из создателей компании HALO 8 Entertainment, которая выпустила фильм «Угроза» на DVD.

## Награды
В октябре 2006 года фильм «Угроза» выиграл Гран-при за лучший полнометражный фильм на фестивале в Лозанне, Швейцария. В апреле 2007 года фильм выиграл премию «Первый художественный фильм — Специальное упоминание» на Независимом кинофестивале в Риме, Италия.

## Саундтреки
Вскоре после успеха фильма были выпущены два сборника саундтреков из него.